# Sa burra
Sa burra è un tappeto tipico di Gadoni e Sarule, paesi siti nel centro della Sardegna. Il tappeto,  fatto completamente di lana,  veniva inizialmente usato come grossa coperta per ripararsi dal freddo nelle rigide notti invernali dagli abitanti di Gadoni, che si trova ai piedi del Gennargentu. Con la messa in commercio di materiali più leggeri, “sa burra”, da coperta pesante venne usato come tappeto sottotavolo.
Sa Burra è ricavato completamente dal vello della pecora, dal quale si ricava lo stame e la lana. Lo stame è il filato più resistente e viene usato fare l'ordito. La lana invece, essendo più morbida, oltre a fare la trama nei tappeti, si usa per fare le calze soprattutto per gli uomini di campagna: contadini e pastori.

## Preparazione del telaio
Dopo la filatura dello stame si prepara l'ordito; poiché è necessario disporre di un ampio spazio, l'ordito viene preparato nella strada dove vengono messi dei paletti di legno in un muro. L'ordito, avvolto intorno a rulli girevoli, i subbi”, uno posto vicino al tessitore, sul quale si avvolge il manufatto con il procedere della lavorazione, mentre dall'altro si vanno svolgendo i fili dell'ordito, passando attraverso particolari dispositivi detti licci. Questi, azionati dai pedali, permettono di realizzare i disegni con il passaggio della navetta contenente la trama, la quale viene lanciata a mano attraverso il passo di ordito aperto ad ogni colpo di pedale. Ad ogni passaggio di trama viene azionata l'intelaiatura a pettine (cassa battente) “sa scassa” avente la funzione di accostare il filo inserito al tessuto già formato. Per mantenere sempre la stessa larghezza del tappeto, si usa “su stirapannu” (tempiale) che viene spostato ogni cinque centimetri di lavorazione. Ogni volta che viene tolto, si usa un pettinino di ferro per accostare i fili della trama in modo che vengano coperti tutti i fili dell'ordito. Tutto il lavoro viene tenuto da “su cordoni” fatto da sei fili dell'ordito ai lati del tappeto dove vengono avvolti i fili delle trame ad ogni passaggio della navetta. Ogni trenta centimetri di tessitura è una “mosta” che viene separata da “sa prana”. Alternativamente si fanno “sa mosta imbistia” e “sa mosta gialla e orrubia”, con archi che completano il disegno. Si ripetono sino alla misura desiderata. Il sottotavolo ha una larghezza di due metri per la lunghezza che si vuole e si lavora in due persone. Il tappeto piccolo ha una larghezza di 60 centimetri per la lunghezza che si vuole e si lavora con una persona.

## La tintura
Il colore si otteneva da erbe diverse, mentre oggi si utilizzano tinture chimiche. I colori tradizionali del tappeto gadonese sono: il bianco e il nero naturale della pecora, il giallo che si ottiene dalle foglie della Dittinella “truiscu” e il bordeaux dalle radici della Robbia Selvatica “s' urixedda”.